# Gaesischia interrupta
Gaesischia interrupta är en biart som beskrevs av Urban 1989. Gaesischia interrupta ingår i släktet Gaesischia och familjen långtungebin. Inga underarter finns listade i Catalogue of Life.